# Laetana trifasciata
Laetana trifasciata es una especie de insecto coleóptero de la familia Chrysomelidae. Fue descrita científicamente en 1888 por Allard.